# Le Maître des éléphants
Pour plus de détails, voir Fiche technique et Distribution.
Le Maître des éléphants est un film français de 1995 réalisé par Patrick Grandperret.

## Synopsis
À la mort de sa mère, Martin, adolescent de douze ans, rejoint en Afrique un père qu'il ne connaît pas. Reçu plutôt fraîchement par ce père plus préoccupé par la réserve dont il a la charge que de ce nouveau fils, Martin va découvrir ce pays et ses contradictions grâce à l'amitié de Fofana et Victor. La disparition des éléphants va rapprocher le père et le fils.

## Fiche technique
- Titre : Le Maître des éléphants
- Réalisation : Patrick Grandperret
- Scénario : Alain Artur, Saskia Cohen-Tanugi et Patrick Grandperret, d'après le roman de René Guillot
- Musique : Isnebo Sali Gondjeh, Georges Rodi et Steve Shehan
- Directeur de la photographie : Alexandre Degre, Moune Jamet et Jean-Marie Leroy
- Montage : Dominique Gallieni
- Sociétés de production : Ciby 2000, El Deseo, Canal+, TF1 Films Production
- Pays :  France
- Langue originale : français
- Genre : comédie
- Durée : 1h35 minutes
- Date de sortie : 20 décembre 1995

## Distribution
- Jacques Dutronc : Garoubier
- Erwan Baynaud : Martin
- Sotigui Kouyaté : Kambou
- Sidy Lamine Diarra : le sorcier
- Halilou Bouba : Fofana
- Victor Tige Zra : Victor
- Alain Arthur : le journaliste
- Germaine Habiba : Amina
- Daniel Haman : Tenga
- Nafissa Tou : Fobena
- Saskia Cohen-Tanugi : la mère de Martin

## Autour du film
Il s'agit de la deuxième adaptation cinématographique du roman de René Guillot par Patrick Grandperret, après L'Enfant lion sorti en 1993. 